# Hawk Cove
Hawk Cove är en ort i Hunt County i Texas. Vid 2010 års folkräkning hade Hawk Cove 483 invånare.